# Глобална информационна система за биоразнообразието
Глобалната информационна система за биоразнообразието (ГИСБ) (на английски: Global Biodiversity Information Facility) е международна организация, чиято основна дейност е осигуряването на достъп до научни данни за биологичното разнообразие в интернет чрез използване на уеб услуги. Данните се предоставят от множество институции по цял свят, а информационната архитектура на ГИСБ прави тези данни достъпни и удобни за търсене чрез единен портал. Данните, достъпни чрез портала на ГИСБ, са предимно данни за разпространението на растения, животни, гъби и микроби по света, както и данни за научни имена.
Мисията на ГИСБ е да улесни свободния и отворен достъп до данни за биоразнообразието по целия свят, за да подкрепи устойчивото развитие. Сред приоритетите на организацията са активно използване на данни за биологичното разнообразие, разработване на протоколи и стандарти, осигуряващи почтеност на научните изследвания и оперативна съвместимост, изграждане на информационна архитектура, която да позволява свързването на различни типове данни от различни източници, насърчаване на изграждането на капацитет и ускоряване на разработването на аналитични инструменти за подобрено вземане на решения.
ГИСБ се стреми да създаде информационни връзки между ресурсите с цифрови данни от целия спектър на биологичната организация, от гени до екосистеми, и да ги свърже с въпроси, важни за науката, обществото и устойчивостта, като използва инструменти за георефериране и ГИС. Организацията работи в партньорство с други международни организации като партньорската мрежа Каталог на живота, Информационните стандарти за биологичното разнообразие, Консорциума за баркода на живота (CBOL), Енциклопедията на живота (EOL) и GEOSS.
От 2002 до 2014 г. ГИСБ присъжда престижна годишна световна награда в областта на информатиката за биологичното разнообразие, наградата Ebbe Nielsen, на стойност 30 000 евро. От 2018 г. Секретариатът на ГИСБ връчва две годишни награди: предизвикателството Ебе Нилсен на ГИСБ и наградата за млади изследователи.